# 海阳四塔
海阳四塔，指位于安徽黄山市休宁县县城海阳镇南的四座明代古塔：
1. 巽峰塔：位于下汶溪村玉几山东，俯视汶溪。建于明嘉靖四十一年至隆庆元年（1567年），八角七层，高35米，内部有168级螺旋形梯道登顶，四壁绘有壁画。
2. 丁峰塔：又名“停凤塔”，位于下汶溪村玉几山西，汶溪南岸。建于明嘉靖二十三年（1544年），六角五层，高30米。
3. 富琅塔：又名“水口审皋”，位于万安镇富琅村，与巽峰塔隔汶溪相望。建于明万历二十二年（1594年），现存四层，残高约17米。
4. 万峰塔：位于汪金桥村太阳坞山头。建于明嘉靖年间。六角五层，高20米。

2012年3月28日，海阳四塔公布为第七批安徽省文物保护单位。